# Easy Baby
Easy Baby è stata una rete televisiva italiana.                                                                                                                                                                                                                                                                                                                                                                                                                                                                                                                                                                                                                                                                                                                                                                                                                                                                           La direttrice di Easy Baby è stata Lorenza Minola, mentre lo slogan è stato ''Bambini si nasce, genitori si diventa!''.
.

## Storia
L'8 novembre 2010 Sky Italia lancia una nuova emittente TV: Easy Baby, visibile in esclusiva dai telespettatori titolari di un abbonamento alla pay TV satellitare. Easy Baby viene posizionata sul canale 137 di Sky all'interno dell'area "Intrattenimento".
Il palinsesto è dedicato ai genitori e futuri genitori e in generale a tutti coloro che si occupano dell'educazione e della crescita dei bambini. Gli spunti e le tematiche trattate sono i più vari: alimentazione, benessere, psicologia, educazione, viaggi, passatempi, organizzazione di feste di compleanno e altre ricorrenze, gravidanza, neonato. Il canale vanta importanti collaborazioni con associazioni e istituzioni tra cui il Coni.
Il 1º marzo 2014 scade il contratto tra Sky e Easy Baby: l'emittente continua ad essere inclusa nella numerazione di Sky, ma il canale non è più codificato e quindi diventa visibile a tutti gli utenti della televisione satellitare. Il 29 marzo 2014, la rete in chiaro viene spostata sul canale 160 di Sky non facendo più parte del pacchetto Sky TV. Contestualmente a questo spostamento, Easy Baby sceglie l'azienda Prs MediaGroup come concessionaria esclusiva di pubblicità.
Il 13 maggio dello stesso anno, Easy Baby inizia ad essere diffusa anche sulla televisione terrestre all'interno del multiplex di Europa7 HD. Inizialmente, le viene assegnata la numerazione automatica 283 dalla piattaforma Europa7 HD. A causa di un conflitto di logical channel number con un'altra emittente digitale, il 24 maggio 2014 Easy Baby viene spostata al numero 238 ancora nel multiplex che in quegli anni era l'unico diffuso in DVB-T2.
Il 17 ottobre sempre dello stesso anno, Easy Baby viene definitivamente eliminata dal multiplex di Centro Europa7 e rinuncia alla diffusione sul digitale terrestre, continuando a trasmettere in chiaro solo attraverso la flotta satellitare Hot Bird.
Il 1º marzo 2015, Easy Baby viene spostata sul canale 808 di Sky.
Il 2 luglio dello stesso anno la rete cessa le trasmissioni satellitari, chiudendo definitivamente.

## Programmi
- ABC Parlare con i piccoli
- ABC Pedagogia
- ABC Nido e scuola
- Fun with Flupe - Inglese per bambini
- I Love Cake Design
- Mamme in carriera
- Mamme d'Italia
- Visual Food, capolavori in cucina
- Mukko Pallino
- Nel regno delle favole
- Più belle più giovani
- Cartoncino Magico
- Dolce o salato?
- Papà ai fornelli
- Cartoncino magico
- Free Family Drive
- A casa di Letizia
- Patapunfete
- Coppie allo specchio

- Fantasia in cucina
- Chi sono io?
- Easy Fitness
- EasYoga
- Easybaby & friends
- 9 mesi bella
- Baby Shower - Idee e regali
- Bebè Decor
- Buongiorno dottore
- Easy Party
- Facciamo la pappa
- Gemelli
- Genitori si diventa
- Genitori sotto i riflettori
- Mamma... e non solo
- Pret a' bebè
- SoS Party
- Torte e dolcetti
- Zig Zag